# Комисия за защита на потребителите
Комисия за защита на потребителите е специализиран държавен орган за защита на потребителите в България, който осъществява административен контрол върху целия пазар в страната. Комисията следи за изпълнението на Закона за защита на потребителите и още 10 секторни стопански закона.

## Дейности
Основните дейности на Комисията за защита на потребителите са следните: да осъществява стриктен надзор на пазара за опасни стоки, да контролира нелоялните търговски практики, да изисква отстраняване на неравноправни клаузи в общите условия на потребителските договори и продажбите от разстояние.
КЗП отговаря на сигнали и жалби на потребителите, извършва проверки, изготвя препоръки, съдейства за решаване на спорове и налага санкции при установени нарушения.
КЗП разрешава спорове между потребители и търговци във връзка с некоректност от страна на търговеца по време на гаранционния период, правото на потребителя да прави рекламация на стоки и услуги и др.
КЗП координира три основни информационни системи за обмен на информация в рамките на ЕС по отношение на безопасността на стоките.

## Цели на комисията за защита на потребителите за 2017 година
- Да защитава правата на потребителите и техните икономически интереси.
- Да намали рискове от придобиване на стоки и услуги, които могат да застрашат живота, здравето или имуществото на потребителите.
- Да информира своевременно българския бизнес относно нови законови изисквания, с цел да се избегнат нарушения.
- Да извършва добра комуникация между комисиите с представителите на българския бизнес и останалите страни, които имат отношение към процеса.
- Да предприема мерки за контрол върху използването на нелоялни търговски практики, включително при пазаруването в интернет и в условията на съвремените начини за комуникация между потребител и търговец.
- Да осигури максимална потребителска защита чрез добра коордиация между администрацията на КЗП, ангажираните институции и неправителствения сектор на национално и международно ниво.
- Да препоръчва и предлага добри практики, както и да повишава професионалния капацитет на КЗП чрез участие в европейски проекти в областта на потребителската защита.